# Cuore d'Abruzzo
Il cuore d'Abruzzo è un dolce tipico abruzzese, simbolo di amore e il Cristianesimo.
Avente tale forma e diffuso nelle province dell'Aquila e di Chieti, porta il nome alternativo di cuore di pasta di mandorle e viene consumato durante il periodo pasquale. Può avere anche la forma di una bambola o di un cavallo ed essere quindi conosciuto come pupa e cavallo.

## Dolce
Si tratta della trasposizione del gioiello o pegno d'amore, composto principalmente da cioccolato e mandorle tostate e decorato in superficie da palline di zucchero e/o canditi. La pasta di mandorle non va confusa con quella omonima. La preparazione richiede dei tempi di riposo per l'impasto, però, una volta cotta, la pasta di mandorle può conservarsi per più giorni.

## Significato simbolico
Il cuore d'Abruzzo può assumere e contenere molti significati: può simboleggiare l'amore tra Corvo de' Corvis e la sua amata oppure tra le spose e i pastori della transumanza. Il dolce veniva scambiato tra le coppie, prima che i pastori salivano ai pascoli, in cambio dei ciuffi di capelli femminili. Sul cuore vengono inserite le immagini del sole (simbolo di fertilità maschile) e della luna crescente (simbolo di fertilità femminile); contemporaneamente questo dolce rappresenta il corno portafortuna. Sul bordo di solito si fa una perlinatura che rappresenta la gemmatura, cioè il rinnovamento della vita, che è uno dei temi di leggende sullo ius primae noctis, collegate al Carnevale e alla Pasqua.

## Ornamento architettonico
Nel castello di Roccascalegna, presso la "torre del cuore", crollata intorno agli anni quaranta del XX secolo, sull'arco che dà accesso a un terrazzo panoramico (ciò che rimane della torre) è presente una chiave di volta dov'è visibile un bassorilievo scultoreo a forma di cuore d'Abruzzo. Sembra che questo concio sia stato incastonato come pegno d'amore per l'amata del barone della famiglia Corvi.